# Oscar B. Muus
Oscar Hakon Valdemar Bruun Muus (24. november 1847 i Odense – 12. december 1918 i København) var en dansk politiker, minister og handelsmand.
Hans far var konsul Elias Bendz Muus, som i 1829 havde grundlagt et kornfirma i Kerteminde. Moderen var Marie Christine f. Bruun. Oscar B. Muus blev i 1872 gift med Helene Louise Hermandine Guldberg.
Da han var 9 år, kom han på Sorø Akademi, og derefter fik han i udlandet en handelsuddannelse. Hjemme i Danmark igen startede han i sin fars forretning. Han drev forretningen i København med dygtighed og blev ven med C.F. Tietgen. I perioden 1889-1895 sad han også i Borgerrepræsentationen.
Da han i 1910 blev handelsminister i Ministeriet Klaus Berntsen, var han svækket og satte ikke noget stærkt præg på lovgivningen.
Han var Ridder af Dannebrog og Dannebrogsmand.